# Krakov
Krakov é uma comuna checa localizada na região da Boêmia Central, distrito de Rakovník.